# Eugenius Johann Christoph Esper
Eugenius Johann Christoph Esper, chiamato Eugen, (Wunsiedel, 2 giugno 1742 – Erlangen, 27 luglio 1810) è stato un entomologo tedesco; nato a in Baviera, era professore di zoologia all'università di Erlangen.

## Biografia
Eugen e suo fratello Friedrich si appassionarono alla storia naturale in tenera età grazie al padre Friedrich Lorenz Esper, un botanico dilettante. Incoraggiato ad abbandonare il suo corso di teologia dal suo professore di botanica Casimir Christoph Schmidel (1718-1792), Eugen Esper iniziò a seguire lezioni di storia naturale.
Ha conseguito il dottorato in filosofia all'università di Erlangen nel 1781 con una tesi intitolata De varietatibus specierum in naturale productis. L'anno seguente iniziò a insegnare all'università inizialmente come professore, poi nel 1797 come professore di filosofia. Ha diretto il dipartimento di storia naturale di Erlangen dal 1805. Grazie al suo contributo, furono incrementate le collezioni universitarie di minerali, uccelli, piante, conchiglie e insetti.
Durante il suo tempo libero, Esper si dedicò allo studio della natura e alla preparazione di manoscritti relativi alla storia naturale. Fu autore di una serie di opuscoli intitolati Die Schmetterlinge in Abbildungen nach der Natur mit Beschreibungen, pubblicati tra il 1776 e il 1807. Questi furono riccamente illustrati, con la presenza di minerali, uccelli, piante, conchiglie e insetti presentati su 438 piatti colorati a mano. Una seconda opera a riguardo delle farfalle presenti in Germania, seguendo il Sistema Linnean, fu pubblicata nel 1829-1830 con la collaborazione di Toussaint de Charpentier (1779-1847). Esper fu anche tra i primi ad interessarsi della paleopatologia.
Nel 1990 fu creata una rivista di entomologia intitolata Esperiana, Buchreihe zur Entomologie, che fu chiamata in suo onore. La collezione di Esper è custodita nella Zoologische Staatssammlung München.

## Opere

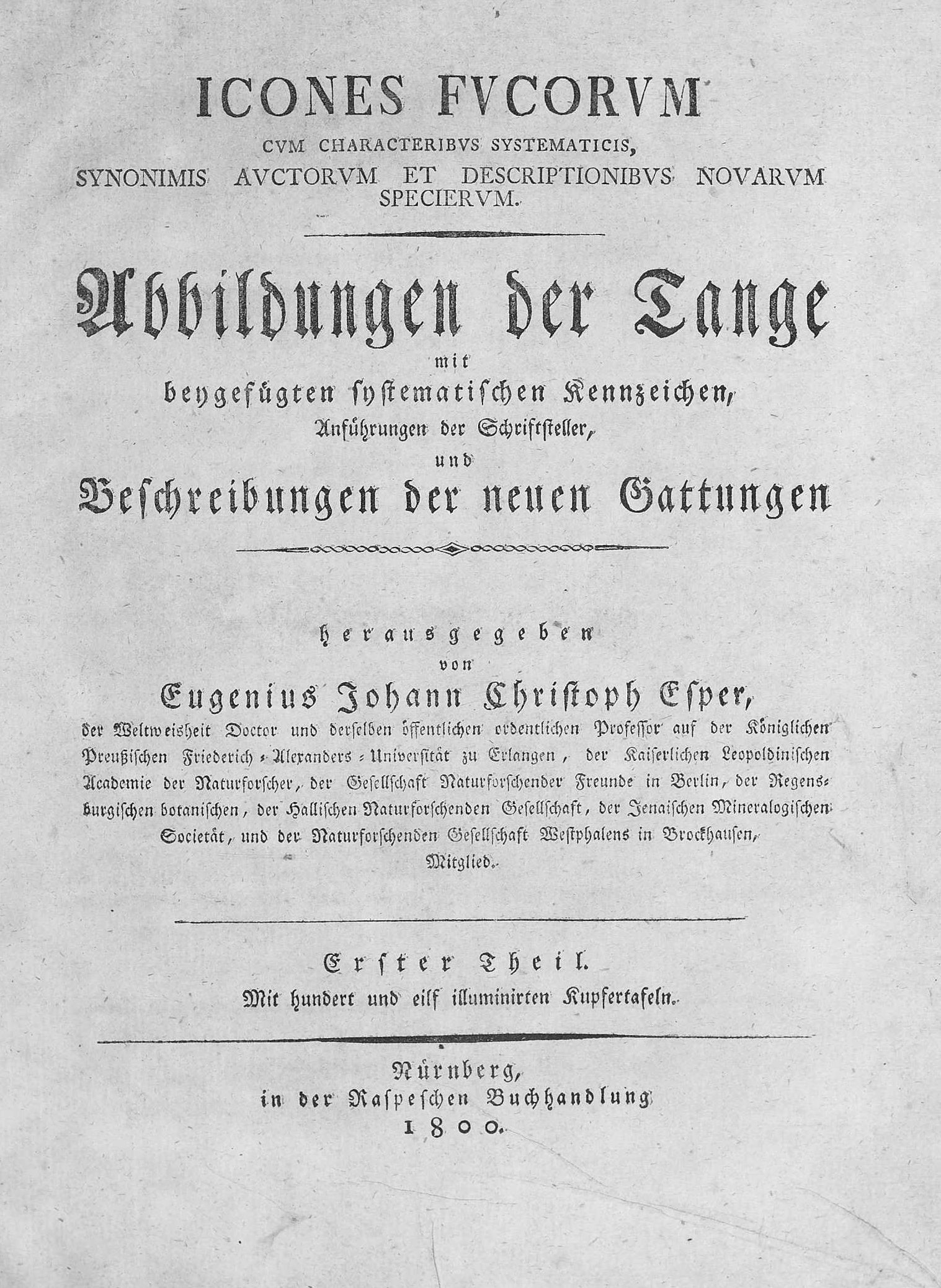
Icones fucorum, 1800

- (LA) de, Icones fucorum, vol. 1, Nürnberg, Raspesch, 1800.
- (LA) de, Icones fucorum, vol. 2, Nürnberg, Raspesch, 1802.